# Antonio Bioni
Antonio Bioni (Venetië, 1698 - Wenen, 1739) was een Italiaans barok componist en zanger die voornamelijk actief was in Bohemen en Silezië. 

## Biografie
Bioni was de zoon van een kleermaker in Rialto. Hij studeerde muziek bij Giovanni Porta en in 1720 debuteerde hij als zanger in Udine, waar hij met name de werken van zijn leraar zong. Later trad hij op in Chioggia, Ferrara, Venetië en Baden-Baden. In 1724 koos hij voor het grote geld en ging hij werken bij het theatergezelschap van Peruzzi in Praag. Tijdens de reis naar de hoofdstad van Bohemen werd zijn beroemdste werk de opera Orlando Furioso, nieuw leven ingeblazen en nagespeeld tijdens de openingsscène van Sporck op 23 oktober van dat jaar.  Daarna was hij tot 1734 altijd actief als componist van opera's in Wrocław, waar hij meer dan 24 opera's produceerde. Later vertrok hij naar Wenen, waar hij in 1738 en in 1739 de verzen van Pietro Metastasio uitvoerde. Dit werk was een serenade, die was gewijd aan de toekomstige keizerin Maria Theresia van Oostenrijk. Na deze periode is er niets meer van hem vernomen en men neemt aan dat hij in Wenen is overleden.

## Historisch belang
Het historisch belang van Bioni zit vooral in de compositie van de vele opera's. Het is echter moeilijk om een algemeen beeld van de componist te geven, aangezien weinig van zijn muziek bewaard is gebleven. Hij was een groot operacomponist met zeer veel talent die zeer gewaardeerd werd door het publiek in zijn tijd, hoewel hij ook negatieve recensies ontving van Johann Mattheson. Hij was een van de eerste componisten die in Duitsland de Italiaanse opera bekendheid gaf. 

## Werken
- Orlando Furioso, 1724
- Armida abbandonata, 1725
- Armida al campo, 1726
- Endimione, 1727
- Lucio Vero, 1727
- Attalo ed Arsione, 1727
- Artabano re dei Parti, 1728
- Filindo, 1728
- La fede tradita e vendicata, 1729
- L'innocenza riconosciuta in Engelberta, 1729
- Andromaca,1730
- Ercole sul Termodonte, 1730
- Adone, 1731
- Siroe, rè di Persia, 1732
- Lucio Papirio, 1732
- La verità conosciuta, 1732
- Issipile, 1732
- Alessandro Severo, 1733
- L'odio placato, 1733
- Alessandro nell'Indie, 1734
- La pace fra la virtù e la bellezza, 1739

## Werken aan Bioni toegeschreven
Verschillende werken worden aan Bioni toegeschreven, maar zekerheid daaromtrent is er niet.
Dit zijn de volgende werken:
- Mitridate (1722, Ferrara)
- Cajo Mario (1722, Ferrara)
- Arsinoe (1728)
- Nissa ed Elpino (1728)
- Girita (1738, Wenen)

## Andere werken
- Mis in D majeur voor 4 stemmen, 2 violen, altviool, hobo en orgel
- Serenade (1732, Wrocław)
- 3 aria's voor 1 stem en instrumenten
- 2 duetten voor 2 stemmen en basso continuo
- Ouverture in D majeur

- Gemeinsame Normdatei: 1028055684
- International Standard Name Identifier: 0000 0000 4945 3968
- Library of Congress Control Number: nr97024226
- MusicBrainz: 2db67b95-7755-4cd1-a1ab-5694f011b1f1
- Nationale Bibliotheek van Tsjechië: mzk2012691030
- SNAC: w6tk0p9f
- Virtual International Authority File: 54054808
- WorldCat: E39PBJrgKpgMmw8XdrvmkpqG73